# モンテパオーネ
モンテパオーネ（イタリア語: Montepaone）は、イタリア共和国カラブリア州カタンザーロ県にある、人口約5,400人の基礎自治体（コムーネ）。

## 地理

### 位置・広がり

#### 隣接コムーネ
隣接するコムーネは以下の通り。
- チェントラケ
- ガスペリーナ
- モンタウロ
- パレルミーティ
- ペトリッツィ
- ソヴェラート

## 行政

### 分離集落
モンテパオーネには、以下の分離集落（フラツィオーネ）がある。
- Montepaone Lido, Timponello, Sant'Angelo, Paparo, Frabotto Mannesì

## 行政

### 分離集落
モンテパオーネには、以下の分離集落（フラツィオーネ）がある。